# Ståuppkomik

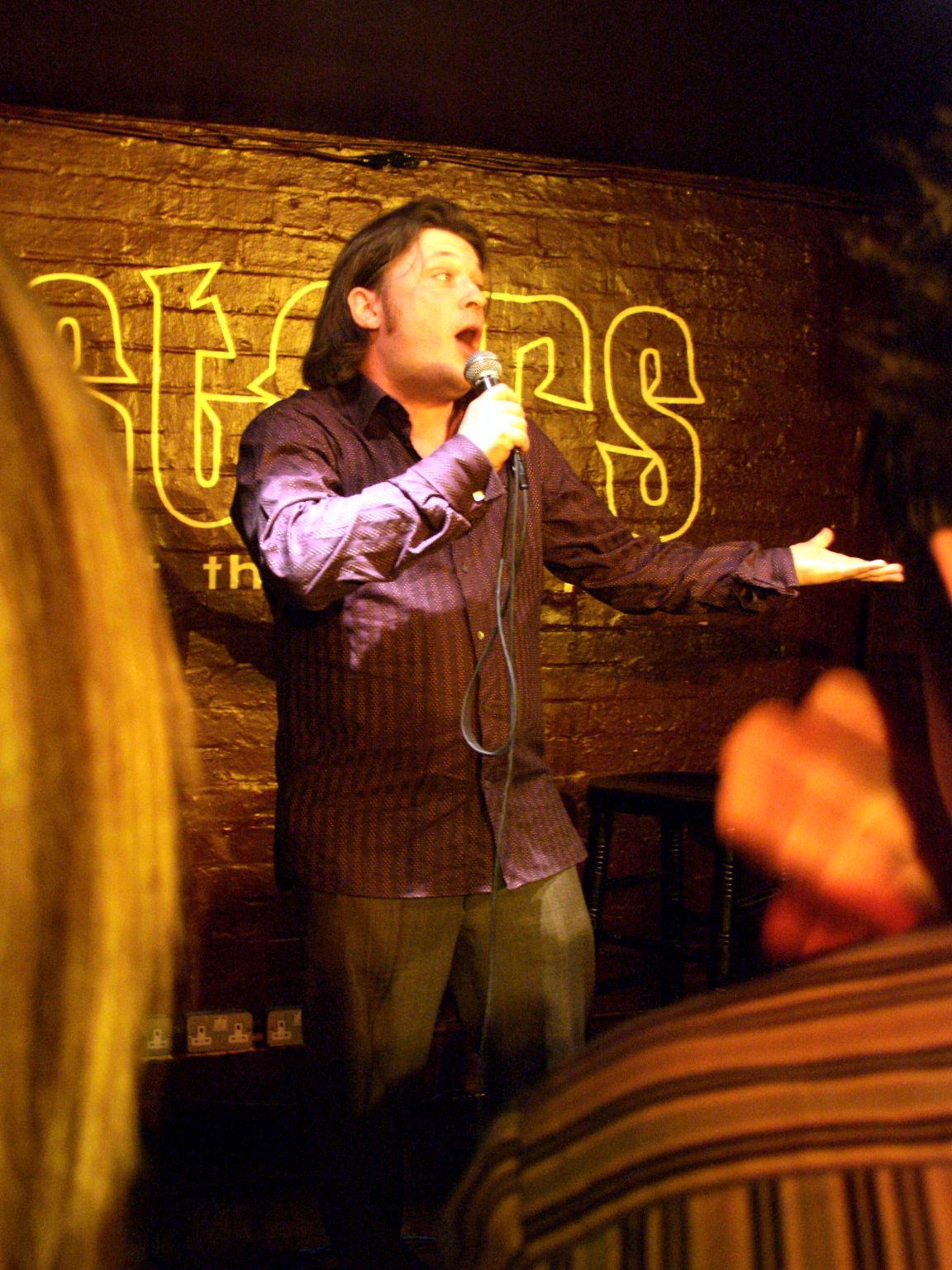
Den brittiske ståuppkomikern Richard Herring på en pub i London.

Ståuppkomik, av engelskans stand-up comedy, är en form av komisk underhållning, där en ensam underhållare, ståuppkomiker, talar direkt till en publik. Ståuppkomikern brukar föra längre monologer. I dessa blandas att tala direkt med/till publiken utan en fjärde vägg som avskiljer dem, roliga historier och anekdoter och korta oneliners. Ståuppkomiken förefaller ofta vara improviserad och handlar ofta om dagsaktuella politiska ämnen eller vardagliga, allmänmänskliga ämnen. Ståuppkomiken sägs ha sina rötter i det sena 1800-talet, i amerikanska vaudevill- och cirkustraditioner. Mark Twain (1835–1910) har kallats en mästare på området. I mitten av 1950-talet fick genren en renässans i USA genom komiker som Lenny Bruce, Mort Sahl och andra.
Det finns undantag från de vanliga metoderna, som Lasse Lindroth som inte uppträdde under eget namn utan som invandraren Ali Hussein, John Houdi som trollar på scen och Jeff Dunham som även buktalar och "interagerar" med sina dockor.
Då ett av de primära målen med ståuppkomik är att få publiken att skratta måste ståuppkomikern anpassa sitt material efter situation och publik. En komiker som inte lyckas leverera och få publiken att skratta kan själv häcklas av publiken. De flesta ståupkomiker arbetar både med att skriva och framföra sitt eget material och skådespelaren och komikern Will Ferrell har sagt att han testat ståuppkomik men att det inte passade honom då ”ståuppkomiken är hård, ensam och ond.” 
Den tyska ståuppkomikern Mario Barth är noterad i Guinness rekordbok som den som haft störst publik vid ett ståupp-uppträdande, då han sågs av cirka 70 000 åskådare 2007.  Noterad för längsta ståuppframträdande är den amerikanske ståuppkomikern Dane Cook som i januari 2008 genomförde en föreställning på sju timmar, sporrad av en tävling med Dave Chappelle. 

## Ståuppkomik i världen

### Nordamerika

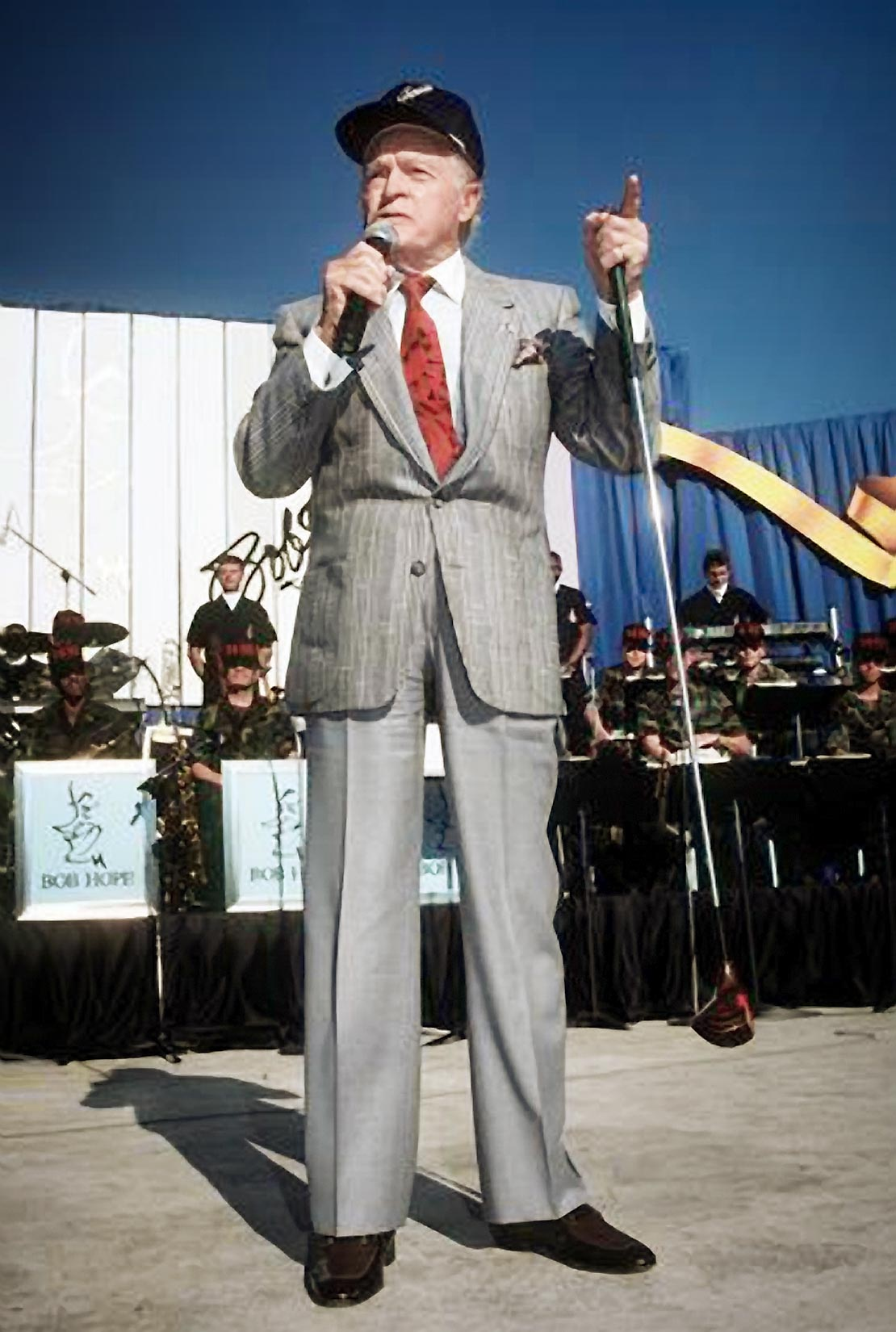
Bob Hope, en av ståuppkomikens pionjärer

#### USA
Den amerikanska ståuppkomiken, som varit inspirerande för mycket av världens ståuppkomik, har sina rötter i populär underhållning från sent 1800-tal, som vaudevill, cirkus, varietéer och humoristiska monologer av bland andra Mark Twain.
Bland grundarna av ståuppkomik kan Jack Benny, Bob Hope, Fred Allen, Milton Berle och Frank Fay nämnas, vilka alla hade sin bakgrund inom vaudeville. Frank Fays var master of ceremonies vid Palace tehater i New York och anses vara den som skapade ståuppkomiken i sin moderna form.
Under 1950- och 1960-talen utvecklade ståuppkomiker sina färdigheter i små klubbar och en av de ledande gestalterna var Mort Sahl. De utvecklade sitt kroppsspråk, började med social satir och tänjde gränserna för vad man fick säga och skämta omkring exempelvis ras och kön. Lenny Bruce var en av de mest experimentella ståuppkomikerna, och vissa av hans föreställningar ledde till att han arresterades. Under 1970-talet blev flera av de amerikanska ståuppkomikern stora stjärnor som inte bara uppträdde på små klubbar utan även på stora sportarenor och amfiteatrar. Genom tv-program som Saturday Night Live och The Tonight Show lanserades många andra ståuppkomiker. Ståuppkomiken växte, med en tillbakagång under början av 1990-talet, men växte åter bland annat med lanserandet av kabelkanalen Comedy Central. Under 2000-talet fann amerikanska ståuppkomiker ännu större spridning genom distributionsmöjligheter via bland annat internet.

#### Kanada
Många internationellt kända ståuppkomiker är kanadensare men många, som exempelvis Jim Carrey och Leslie Nielsen flyttar efter genombrottet till USA. I Kanada är improvisations- och sketchkomedi populärt. I Montreal hålls sedan 1983 den årliga komedifestivalen Just for Laughs, på franska: Juste pour rire, som besöks av mer än två miljoner personer under en dryg vecka.

### Europa

#### Storbritannien
Den brittiska ståuppkomiken har sin grund i varietéer med rötter från 1700-talet. Fram till 1968 censurerades dock all teater och så även ståuppkomiken. Alla manus skulle skickas till Lord Chamberlain's Office som återsände dem med eventuellt oacceptabla stycken markerade med blå penna. Detta kan vara bakgrunden till att oanständiga komiker kallas blåa. När manuset godkänts fick ståuppkomikerna inte avvika markant från sitt manus, vilket naturligtvis hindrade improvisation.
I slutet av Andra världskriget hade många soldater utvecklat en smak för komedi (såväl ståupp som andra former) och ståuppkomik fick status som professionell underhållning. Kända namn var bland andra Eric Sykes och Tommy Cooper. Den samtida tv-exponeringen av komiker var en bidragande orsak till att publiken började kräva nytt material och traditionella music halls, speciella varietéteatersalonger, inte längre kunde överleva med samma föreställning i flera år. Den stora spridningen av material kan även vara en förklaring till att censurreglerna ändrades 1968. 
Alternativa scener utvecklades och 1979 öppnades den första komedi klubben i London, inspirerad av amerikanska föregångare. Då det är jämförelsevis lätt att leva på komik i Storbritannien och tack vare festivaler som Fringefestivalen i Edinburgh anses Storbritannien ofta vara världens centralpunkt för komik.

### Tyskland
I Tyskland blev den amerikanska ståuppstilen populär relativt sent, då tysk underhållning dominerats av en form av politisk kabaré. Den första stora ståuppklubben, Quatsch Comedy Club, grundades i Tyskland 1992.
Flera tyska humorfestivaler genomförs årligen och den största är Media Town, vilken anses vara den största festivalen i sitt slag i mellaneuropa.

### Nederländerna
I Nederländerna är ståuppkomik populärt. En pionjär var Max Tailleur som redan 1952 började med cabaret i Amsterdam där han berättade skämt fram till 1966. Den moderna formen introducerades av Raoul Heertje som grundade Comedytrain år 1990 efter framgångar som ståuppkomiker i England och USA. Ståuppkomiken frodas i Nederländerna genom kabaréer, där det förutom traditionell ståuppkomik ofta ingår musik. Det finns flera kända kabaréstjärnor som t.ex. Youp van 't Hek, Theo Maassen, Hans Teeuwen och Freek de Jonge. Många av dem gör satir kring politik. På tv har Guido Weijers blivit en av de mer populära ståuppkomikerna genom sina återkommande nyårsrevyer.

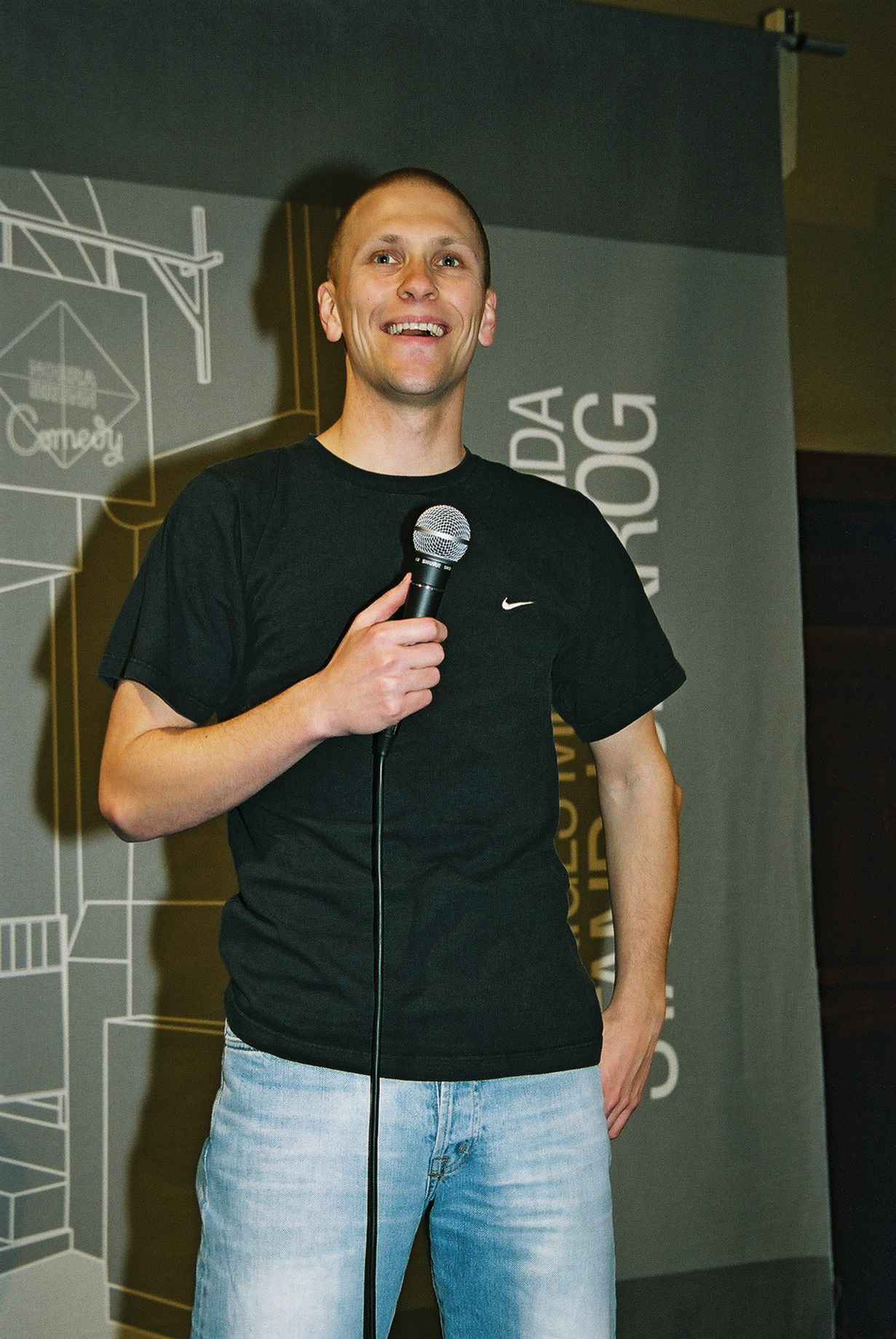
En välkänd artist på den svenska ståuppscenen är Magnus Betnér som utsågs till årets svenska komiker vid svenska stand up-galan 2005.

### Sverige
I sin moderna form slog ståuppkomik igenom i Sverige under 1980-talet.  I Sverige är scenen för ståuppkomik relativt liten, och det finns mycket få personer som kan livnära sig enbart som ståuppkomiker.[källa behövs]
Den svenska bondkomiken hade släktskap med de tidiga, amerikanska traditionerna och längre fram i tiden har skådespelare och musiker rört sig i området, namn som Gösta Bernhard och Charlie Norman kan nämnas. 
Tävlingar arrangeras i Sverige sedan 1985 och 1988 bildades Stand Up Comedy Klubben, SUCK, avsedd att verka för en spridning av ståuppkomiken. TV-programmet Släng dig i brunnen (1991–1999) liksom Stockholm Live (2004–2007) anses ha bidragit till ståuppkomedins nuvarande popularitet.

### Oceanien

#### Australien
I Australien finns det ståuppscener i de flesta stora städer med såväl stora, kända namn som möjligheter för nya förmågor att testa sitt material på publik. I Melbourne arrangeras årligen Melbourne International Comedy Festival, en av de största festivalerna i sitt slag i världen, med tävlingen Raw Comedy. Många australiensiska ståuppkomiker har även nått framgångar inom andra professioner, som exempelvis skådespelaren och komikern Eric Bana.

### Asien

#### Kina
Ståuppkomik är en växande konstform i Kina, trots att invånarnas tillgång till exempelvis Comedy Central är begränsad då dess innehåll anses vara opassande för kinesiska medborgare. Hongkong är den enda staden i Kina med en renodlad ståuppklubb.

## Festivaler
Ståuppkomik är i fokus på fyra stora internationella festivaler; Fringefestivalen i Edinburgh, Skottland; Juste pour rire (Just for Laughs) i Montréal, Kanada; U.S. Comedy Arts Festival i Aspen, USA, och Melbourne International Comedy Festival i Melbourne, Australien. Det finns även många andra något mindre festivaler.